# Campeonato Mundial de Natación en Piscina Corta de 2006
El VIII Campeonato Mundial de Natación en Piscina Corta se celebró en Shanghái (China) entre el 5 y el 9 de abril de 2006. Fue organizado por la Federación Internacional de Natación (FINA) y la Federación China de Natación. 
Las competiciones se realizaron en una piscina acondicionada para tal ocasión en el Estadio Qi Zhong de la ciudad china con capacidad para 15 000 espectadores. Participaron un total de 116 países.

## Resultados

### Masculino
| Evento                    | Oro                                                                                            | Plata                                                                            | Bronce                                                                           |
| ------------------------- | ---------------------------------------------------------------------------------------------- | -------------------------------------------------------------------------------- | -------------------------------------------------------------------------------- |
| 50 m libre (07.04)        | Duje Draganja · Croacia · 21,38                                                                | Cullen Jones Estados Unidos 21,52                                                | Olexandr Volynets · Ucrania · Nicholas Brunelli · Estados Unidos · 21,62         |
| 100 m libre (09.04)       | Ryk Neethling Sudáfrica 47,24                                                                  | Filippo Magnini · Italia · 47,31                                                 | José Martín Meolans Argentina 47,87                                              |
| 200 m libre (05.04)       | Ryk Neethling Sudáfrica 1:43,51                                                                | Filippo Magnini · Italia · 1:43,78                                               | Massimiliano Rosolino · Italia · 1:44,67                                         |
| 400 m libre (07.04)       | Yuri Prilukov · Rusia · 3:38,08                                                                | Park Tae-Hwan Corea del Sur 3:40,43                                              | Massimiliano Rosolino · Italia · 3:41,04                                         |
| 1500 m libre (09.04)      | Yuri Prilukov · Rusia · 14:23,92                                                               | Park Tae-Hwan Corea del Sur 14:33,28                                             | Zhang Lin China 14:42,82                                                         |
| 50 m espalda (08.04)      | Matthew Welsh Australia 23,53                                                                  | Thomas Rupprath · Alemania · 23,70                                               | Helge Meeuw · Alemania · 24,01                                                   |
| 100 m espalda (06.04)     | Matthew Welsh Australia 51,09                                                                  | Markus Rogan · Austria · 51,48                                                   | Randall Bal · Estados Unidos · Helge Meeuw · Alemania · 51,63                    |
| 200 m espalda (09.04)     | Ryan Lochte Estados Unidos 1:49,05 (RM)                                                        | Markus Rogan · Austria · 1:50,97                                                 | Matthew Welsh Australia 1:53,10                                                  |
| 50 m braza (09.04)        | Oleg Lisogor · Ucrania · 26,39                                                                 | Alessandro Terrin · Italia · 26,60                                               | Chris Cook Reino Unido 27,17                                                     |
| 100 m braza (06.04)       | Oleg Lisogor · Ucrania · 58,14                                                                 | Brenton Rickard Australia 58,70                                                  | Alexander Dale Oen · Noruega · 59,16                                             |
| 200 m braza (07.04)       | Vladislav Poliakov · Kazajistán · 2:06,95                                                      | Brenton Rickard Australia 2:07,52                                                | Yevgueni Ryzhkov · Kazajistán · 2:07,94                                          |
| 50 m mariposa (08.04)     | Matthew Welsh Australia 23,05                                                                  | Serhi Breus · Ucrania · 23,06                                                    | Kaio Almeida · Brasil · 23,07                                                    |
| 100 m mariposa (06.08)    | Kaio Almeida · Brasil · 51,07                                                                  | Albert Subirats · Venezuela · 51,23                                              | Jayme Cramer Estados Unidos 51,53                                                |
| 200 m mariposa (09.04)    | Wu Peng China 1:52,36                                                                          | Moss Burmester Nueva Zelanda 1:53,94                                             | Nikolai Skvortsov · Rusia · 1:54,09                                              |
| 100 m estilos (09.04)     | Ryk Neethling Sudáfrica 52,42                                                                  | Peter Mankoč Eslovenia 53,00                                                     | Stefan Nystrand · Suecia · 53,97                                                 |
| 200 m estilos (07.04)     | Ryan Lochte Estados Unidos 1:53,31 (RM)                                                        | Markus Rogan · Austria · 1:55,68                                                 | Igor Berezutski · Rusia · 1:56,64                                                |
| 400 m estilos (06.04)     | Ryan Lochte Estados Unidos 4:02,49                                                             | Luca Marin · Italia · 4:05,12                                                    | Igor Berezutski · Rusia · 4:06,81                                                |
| 4 × 100 m libre (05.04)   | Italia · Alessandro Calvi · Klaus Lanzarini · Christian Galenda · Filippo Magnini · 3:10,74    | Suecia · Marcus Piehl · Lars Frölander · Jonas Tilly · Stefan Nystrand · 3:11,63 | Estados Unidos Nicholas Brunelli Ryan Lochte Matthew Grevers Jason Lezak 3:11,92 |
| 4 × 200 m libre (06.04)   | Italia · Massimiliano Rosolino · Matteo Pelliciari · Nicola Cassio · Filippo Magnini · 6:59,08 | Australia Andrew Mewing Louis Paul Grant Brits Nicholas Ffrost 7:04,16           | Estados Unidos Ryan Lochte Nicholas Brunelli Jayme Cramer Larsen Jensen 7:04,34  |
| 4 × 100 m estilos (09.04) | Australia Matthew Welsh Brenton Rickard Adam Pine Ashley Callus 3:27,71                        | Estados Unidos Ryan Lochte Scott Usher Jayme Cramer Nicholas Brunelli 3:28,00    | Ucrania · Andri Oleinyk · Oleg Lisogor · Serhi Advena · Andri Serdinov · 3:28,62 |

- (RM) – Récord mundial.

### Femenino
| Evento                    | Oro                                                                                                | Plata                                                                             | Bronce                                                                                         |
| ------------------------- | -------------------------------------------------------------------------------------------------- | --------------------------------------------------------------------------------- | ---------------------------------------------------------------------------------------------- |
| 50 m libre (09.04)        | Lisbeth Lenton Australia 23,97                                                                     | Therese Alshammar · Suecia · 23,98                                                | Marleen Veldhuis · Países Bajos · 24,25                                                        |
| 100 m libre (07.04)       | Lisbeth Lenton Australia 52,33                                                                     | Marleen Veldhuis · Países Bajos · 53,33                                           | Maritza Correia Estados Unidos 53,54                                                           |
| 200 m libre (09.04)       | Yang Yu China 1:54,94                                                                              | Federica Pellegrini · Italia · 1:55,15                                            | Annika Liebs · Alemania · 1:55,56                                                              |
| 400 m libre (07.04)       | Kate Ziegler Estados Unidos 4:01,79                                                                | Bronte Barratt Australia 4:03,29                                                  | Federica Pellegrini · Italia · 4:03,63                                                         |
| 800 m libre (06.04)       | Anastasiya Ivanenko · Rusia · 8:11,99                                                              | Kate Ziegler Estados Unidos 8:14,12                                               | Rebecca Cooke Reino Unido 8:20,02                                                              |
| 50 m espalda (09.04)      | Janine Pietsch · Alemania · 27,00                                                                  | Tayliah Zimmer Australia 27,25                                                    | Gao Chang China 27,28                                                                          |
| 100 m espalda (06.04)     | Janine Pietsch · Alemania · 58,02                                                                  | Tayliah Zimmer Australia 58,27                                                    | Gao Chang China 58,74                                                                          |
| 200 m espalda (07.04)     | Margaret Hoelzer Estados Unidos 2:05,29                                                            | Tayliah Zimmer Australia 2:05,99                                                  | Hannah McLean Nueva Zelanda 2:06,96                                                            |
| 50 m braza (06.04)        | Jade Edmistone Australia 30,22                                                                     | Brooke Hanson Australia 30,40                                                     | Jessica Hardy Estados Unidos 30,48                                                             |
| 100 m braza (08.04)       | Tara Kirk Estados Unidos 1:05,25                                                                   | Suzaan van Biljon Sudáfrica 1:05,62                                               | Jade Edmistone Australia 1:06,08                                                               |
| 200 m braza (09.04)       | Qi Hui China 2:20,72                                                                               | Tara Kirk Estados Unidos 2:21,77                                                  | Luo Nan China 2.23,49                                                                          |
| 50 m mariposa (07.04)     | Therese Alshammar · Suecia · 25,76                                                                 | Fabienne Nadarajah · Austria · 25,95                                              | Anna-Karin Kammerling · Suecia · 26,07                                                         |
| 100 m mariposa (09.04)    | Lisbeth Lenton Australia 56,61                                                                     | Rachel Komisarz Estados Unidos 57,43                                              | Jessicah Schipper Australia 57,49                                                              |
| 200 m mariposa (05.04)    | Jessicah Schipper Australia 2:05,11                                                                | Francesca Segat · Italia · 2:05,91                                                | Yang Yu China 2:07,05                                                                          |
| 100 m estilos (07.04)     | Brooke Hanson Australia 1:00,16                                                                    | Hanna-Maria Seppälä · Finlandia · 1:00,74                                         | Martina Moravcová · Eslovaquia · 1:01,41                                                       |
| 200 m estilos (08.04)     | Qi Hui China 2:09,33                                                                               | Kaitlin Sandeno Estados Unidos 2:10,79                                            | Lara Carroll Australia 2:11,77                                                                 |
| 400 m estilos (05.04)     | Qi Hui China 4:34,28                                                                               | Alessia Filippi · Italia · 4:35,32                                                | Anastasiya Ivanenko · Rusia · 4:35,54                                                          |
| 4 × 100 m libre (08.04)   | Países Bajos · Inge Dekker · Hinkelien Schreuder · Chantal Groot · Marleen Veldhuis · 3:33,32 (RM) | Australia Shayne Reese Sophie Edington Danni Miatke Lisbeth Lenton 3:34,95        | Suecia · Josefin Lillhage · Therese Alshammar · Anna-Karin Kammerling · Ida Mattsson · 3:36,13 |
| 4 × 200 m libre (05.04)   | Australia Bronte Barratt Jessicah Schipper Shayne Reese Lisbeth Lenton 7:46,96                     | China Pang Jiaying Tang Jingzhi Xu Yanwei Yang Yu 7:47,07                         | Estados Unidos Kate Ziegler Rachel Komisarz Amanda Weir Kaitlin Sandeno 7:49,16                |
| 4 × 100 m estilos (07.04) | Australia Tayliah Zimmer Jade Edmistone Jessicah Schipper Lisbeth Lenton 3:51,84 (RM)              | Estados Unidos Margaret Hoelzer Tara Kirk Rachel Komisarz Maritza Correia 3:55,65 | China Gao Chang Luo Nan Zhou Yafei Xu Yanwei 3:55,76                                           |

- (RM) – Récord mundial.

## Medallero
| Núm. | País           | Oro | Plata | Bronce | Total |
| ---- | -------------- | --- | ----- | ------ | ----- |
| 1    | Australia      | 12  | 9     | 4      | 25    |
| 2    | Estados Unidos | 6   | 7     | 8      | 21    |
| 3    | China          | 5   | 1     | 6      | 12    |
| 4    | Sudáfrica      | 3   | 1     | 0      | 4     |
| 5    | Rusia          | 3   | 0     | 4      | 7     |
| 6    | Italia         | 2   | 7     | 3      | 12    |
| 7    | Alemania       | 2   | 1     | 3      | 6     |
| 8    | Ucrania        | 2   | 1     | 2      | 5     |
| 9    | Suecia         | 1   | 2     | 3      | 6     |
| 10   | Países Bajos   | 1   | 1     | 1      | 3     |
| 11   | Brasil         | 1   | 0     | 1      | 2     |
| 11   | Kazajistán     | 1   | 0     | 1      | 2     |
| 13   | Croacia        | 1   | 0     | 0      | 1     |
| 14   | Austria        | 0   | 4     | 0      | 4     |
| 15   | Corea del Sur  | 0   | 2     | 0      | 2     |
| 16   | Nueva Zelanda  | 0   | 1     | 1      | 2     |
| 17   | Eslovenia      | 0   | 1     | 0      | 1     |
| 17   | Finlandia      | 0   | 1     | 0      | 1     |
| 17   | Venezuela      | 0   | 1     | 0      | 1     |
| 20   | Reino Unido    | 0   | 0     | 2      | 2     |
| 21   | Argentina      | 0   | 0     | 1      | 1     |
| 21   | Eslovaquia     | 0   | 0     | 1      | 1     |
| 21   | Noruega        | 0   | 0     | 1      | 1     |
|      | TOTAL          | 40  | 40    | 42     | 122   |